# Robert Vermeire
Robert Vermeire (ur. 2 listopada 1944 w Beernem) – belgijski kolarz przełajowy, wielokrotny medalista mistrzostw świata.

## Kariera
Pierwszy sukces w karierze Robert Vermeire osiągnął w 1969 roku, kiedy zdobył brązowy medal w kategorii amatorów podczas przełajowych mistrzostw świata w Magstadt. W zawodach tych wyprzedzili go dwaj rodacy: René De Clercq oraz Roger De Vlaeminck. Na rozgrywanych rok później mistrzostwach świata w Zolder był już najlepszy. W kategorii amatorów zdobył ponadto złote medale na MŚ w Apeldoorn (1971), MŚ w Vera de Bidasoa (1974), MŚ w Melchnau (1975) i MŚ w Hanowerze (1977) oraz srebrne na MŚ w Londynie (1973) i MŚ w Chazay-d'Azergues (1976). Na obu ostatnich imprezach wyprzedzał go jedynie Klaus-Peter Thaler z RFN. Swój jedyny medal w kategorii elite i zarazem ostatni w karierze Vermeire wywalczył podczas mistrzostw świata w Saccolongo w 1979 roku, gdzie był trzeci. Lepsi okazali się tam tylko dwaj Szwajcarzy: Albert Zweifel i Gilles Blaser. Vermeire został jednak później zdyskwalifikowany za stosowanie dopingu. Belg był też czwarty na mistrzostwach świata w Lanarvily w 1982 roku i rozgrywanych dwa lata później mistrzostwach świata w Oss. W pierwszym wypadku w walce o medal lepszy był Holender Hennie Stamsnijder, a  w drugim Albert Zweifel. Kilkakrotnie zdobywał medale mistrzostw kraju, w tym osiem złotych. Nigdy nie wystąpił na igrzyskach olimpijskich. W 1986 roku zakończył karierę.